# United States Atomic Energy Commission

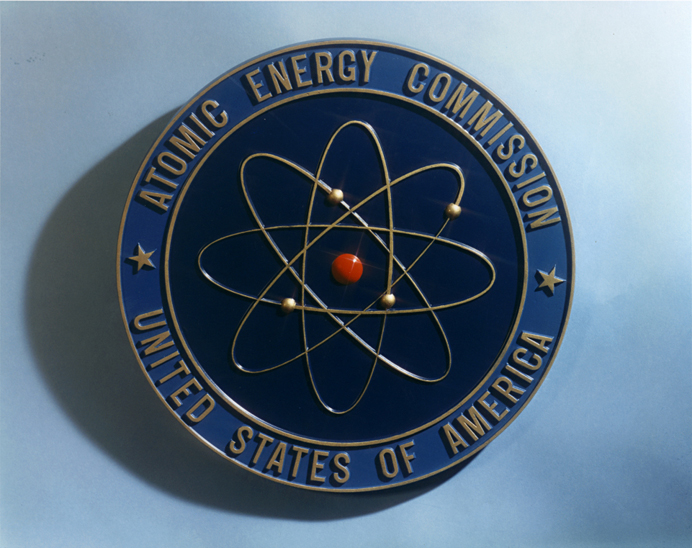
Schild van de U.S. Atomic Energy Commission

De United States Atomic Energy Commission (AEC) was een agentschap van de Amerikaanse overheid, opgericht na de Tweede Wereldoorlog door het Amerikaans Congres. De organisatie had tot doel om in vredestijd toezicht te houden op de ontwikkeling van atoomwetenschap en –technologie. President Harry S. Truman tekende op 1 augustus 1946 de McMahon/Atomic Energy verdrag, waarmee controle over atoomenergie werd overgedragen van het leger naar de burgers.

## Geschiedenis
Na de Tweede Wereldoorlog kwam het Amerikaanse Congres met de opvatting dat kernenergie niet alleen gebruikt moest worden voor het maken van nucleaire wapens, maar ook voor het promoten van wereldvrede, het verbeteren van het dagelijks leven, en het versterken van de concurrentie tussen particuliere bedrijven. Voorafgaand aan de oprichting waren kernenergie en de toekomst ervan al lange tijd onderwerp van debat onder politici, militaire strategen en wetenschappers. President Truman benoemde David Lilienthal tot eerste voorzitter van de AEC.
Het congres gaf de AEC, die in feite een burgercommissie was, extra macht en onafhankelijkheid voor het uitvoeren van hun missie. Zo werd de AEC bijvoorbeeld vrijgesteld van het ambtenarensysteem om zo makkelijker wetenschappers en professionals op het gebied van kernenergie in te kunnen huren. Om de veiligheid van het project te garanderen waren wel alle productiefaciliteiten en kernreactors van de AEC in handen van de overheid. Het National Laboratory systeem werd opgericht vanuit de faciliteiten die waren gebouwd voor het Manhattanproject. Argonne National Laboratory was een van de eerste labororatoriums die op deze manier werd toegewezen aan de AEC.
Voordat de Nuclear Regulatory Commission (NRC) werd opgericht, was alles wat met kernenergie te maken had de verantwoordelijkheid van de AEC. In 1954 tekende het Congres de Atomic Energy Act Amendments, waarmee voor het eerst de ontwikkeling van kernenergie voor commercieel gebruik werd goedgekeurd. Dit verdrag gaf de AEC de mogelijkheid om zowel het gebruik van kernenergie te promoten, alsmede in te staan voor de veiligheid ervan. De AEC begon hierop met onderzoeken naar hoe mensen konden worden beschermd tegen de gevaren van kernenergie, zonder hierbij de groei van de industrie te veel te beperken. Dit bleek een lastig doel, en als snel stuitten de programma’s van de AEC op controverse. Steeds meer critici begonnen in de jaren 60 de AEC te verwijten dat hun methodes ontoereikend en rigoureus waren, vooral op het gebied van stralingsbescherming, de veiligheid van kernreactors en bescherming van het milieu.
In 1974 was de kritiek zo ver gegroeid, dat het Congres besloot de AEC op te heffen. Zowel voor- als tegenstanders van kernenergie waren het er over eens dat de taken van de AEC het beste over meerdere agentschappen konden worden verdeeld. De reorganisatiewet van 1974 gaf vrijwel alle taken van de AEC aan de nieuwe NRC, welke op 19 januari 1975 actief werd.

## Voorzitters
| Term      | Naam                 | President(en) gediend                          |
| --------- | -------------------- | ---------------------------------------------- |
| 1946-1950 | David E. Lilienthal  | Harry S. Truman                                |
| 1950-1953 | Gordon Dean          | Harry S. Truman                                |
| 1953-1958 | Lewis Strauss        | Dwight D. Eisenhower                           |
| 1958-1960 | John A. McCone       | Dwight D. Eisenhower                           |
| 1961-1971 | Glenn T. Seaborg     | John F. Kennedy, Lyndon Johnson, Richard Nixon |
| 1971-1973 | James R. Schlesinger | Richard Nixon                                  |
| 1973-1974 | Dixy Lee Ray         | Richard Nixon                                  |